# Consell de Menorca 2019-2023
Com a resultat de les Eleccions al Consell Insular de Menorca de 2019 i del pacte signat entre les forces polítiques Partit Socialista de les Illes Balears, Més per Menorca i Unides Podem, va resultar designada presidenta del Consell Insular de Menorca Susana Irene Mora Humbert.
Com a resultat del dit pacte, la composició del Ple del consell, del Consell Executiu i de les Diferents Direccions Insulars del Consell Insular de Menorca van resultar les següents:

#### XI Legislatura (2019-2023)

##### A. Ple del Consell i Consell Executiu[1]
| Conseller/a | Càrrec                                                                        | Partit polític               |
| Membres del Consell Executiu | Membres del Consell Executiu                                                  | Membres del Consell Executiu |
| --- | ----------------------------------------------------------------------------- | ---------------------------- |
| Susana Mora Humbert | Presidenta i consellera de Promoció Turística                                 |                              |
| Miquel Àngel Maria Ballester | Vicepresident primer i conseller de Cultura, Educació, Joventut i Esports (3) |                              |
| Cristina Gómez Estévez | Consellera d'Ocupació, Habitatge i Cooperació Local                           |                              |
| Josep Pastrana Huguet | Conseller d'Economia i Territori (2)                                          |                              |
| Noemí Gomila Carretero | Consellera de Serveis Generals (2)                                            |                              |
| Bàrbara Torrent Bagur | Consellera de Benestar Social i portaveu del PSOE                             |                              |
| Josep Juaneda Mercadal | Conseller de Medi Ambient i Reserva de la Biosfera (3) (5)                    |                              |
| Montse Morlà Subirats | Consellera de Mobilitat (4)                                                   |                              |
| Membres de l'oposició |                                                                               |                              |
| Misericòrdia Sugrañes Barrenys | Consellera a l'oposició i portaveu del PP                                     |                              |
| Carlos Salgado Saborido | Conseller a l'oposició                                                        |                              |
| Carmen Reynés Calvache | Consellera a l'oposició (5)                                                   |                              |
| Adolfo Vilafranca Florit | Conseller a l'oposició                                                        |                              |
| Eugenio Ayuso Fernández | Conseller a l'oposició i portaveu de Ciutadans (1)                            |                              |
| Observacions |                                                                               |                              |
| (1) El 16 de setembre de 2019, en sessió ordinària, renuncia al càrrec de conseller i portaveu del grup Ciutadans, el Sr. José Felipe Negrete Caballero. Fou substituit pel número tres de la llista electoral, el Sr. Eugenio Ayuso Fernández. Prengué possessió del càrrec el 20 de gener de 2020. |                                                                               |                              |
| (2) L'11 de febrer de 2021 es produeix la renúncia del conseller d'Economia i Territori, el Sr. Miquel Company Pons, amb motiu de la seva designació com a conseller de Fons Europeus, Cultura i Universitat del Govern de les Illes Balears. Fou substituït per la Sra. Noemí Gomila Carretero. Després de la remodelació de l'equip de govern, fou nomenada nova consellera de Serveis Generals i el socialista, el Sr. Josep Pastrana Huguet, nou titular de la Conselleria d'Economia i Territori del Consell Insular de Menorca. |                                                                               |                              |
| (3) El 30 de juny de 2021, en sessió extraordinària, es fa efectiva la renúncia de la vicepresidenta primera i consellera de Medi Ambient i Reserva de la Biosfera, la Sra. Maite Salord Ripoll. Fou substituïda pel Director Insular d'Educació, Joventut i Esports, el Sr. Josep Juaneda Mercadal. D'altra banda, fou nomenat nou vicepresident primer del Consell Insular de Menorca el conseller d'Educació, Cultura, Joventut i Esports, el Sr. Miquel Àngel Maria Ballester.                                                    |                                                                               |                              |
| (4) El 24 de juny de 2022, es produeix la renúncia per motius personals de la consellera de Mobilitat, la Sra. Francesca Gomis Luis. Fou substituïda per la número 9 de la llista electoral, l'exalcaldessa de Sant Lluís (2015-2019), la Sra. Montse Morlà Subirats. Prengué possessió del càrrec el 18 de juliol en sessió ordinària. |                                                                               |                              |
| (5) El dia 26 de juny de 2023, en sessió extraordinària, es produeix la renúncia del conseller Sr. Josep Juaneda Mercadal i de la consellera Sra. Carmen Reynés Calvache. Ambdós renuncien per motius professionals, per tal d'adquirir la plaça de funcionari de carrera del Consell Insular de Menorca. No foren substituïts per cap altre conseller/a, per restar pocs dies per al final de la legislatura. |                                                                               |                              |

##### B. Direccions insulars[1]
| Conselleria                                          | Direcció Insular                                | Director/a                | Àrees de gestió | Partit Polític |
| ---------------------------------------------------- | ----------------------------------------------- | ------------------------- | --- | -------------- |
| Presidència, Promoció Turística i Fons Europeus      | Presidència                                     | José Carbonell Acedo      | - Relacions institucionals - Cooperació internacional |                |
| Presidència, Promoció Turística i Fons Europeus      | Comunicació                                     | Magdalena Arnau Pons      | - Comunicació interna i externa |                |
| Presidència, Promoció Turística i Fons Europeus      | Promoció Turística i Fons Europeus              | Laura Ruiz Mercadal       | - Informació turística - Promoció turística - Producte turístic - Planificació i coordinació d'inversions estratègiques |                |
| Conselleria de Cultura, Educació, Joventut i Esports | Educació, Joventut i Esports                    | Leonor Berja Riudavets    | - Joventut i lleure - Esports - Actuacions en matèria d'educació |                |
| Conselleria de Cultura, Educació, Joventut i Esports | Cultura i Patrimoni                             | Raquel Marquès Díez       | - Cultura - Política lingüística - Patrimoni històric- Interculturalitat - Servei d'arxius i biblioteques - Gestió de la Casa de Menorca a Barcelona |                |
| Conselleria d'Ocupació, Habitatge i Cooperació Local | Ocupació, Innovació i Cooperació Local          | Natividad Benejam Bagur   | - Règim local - Cooperació local - Assistència a municipis - Servei de prevenció i extinció d'invendis i salvament - Actuació en matèria de emergències i protecció civil - Protecció animal - Ocupació - Formació - Projectes d'Innovació i Tecnologia                                                                   |                |
| Conselleria d'Ocupació, Habitatge i Cooperació Local | Habitatge, Participació Ciutadana i Voluntariat | Carla Gener Marquès       | - Implementación de politiques de participació ciutadana i voluntariat - Actuacions en matèria d'habitatge |                |
| Conselleria d'Economia i Territori                   | Economia                                        | Pilar Pons Goñalons       | - Agricultura- Ramaderia - Pesca - Caça - Recursos cingètics - Artesania - Denominacions d'origen - Projecció econòmica |                |
| Conselleria d'Economia i Territori                   | Ordenació Territorial                           | Verónica Llufriu Vidal    | - Ordenació i gestió del territori - Urbanisme - Litoral - Habitabilitat - Procediments d’intervenció admva. en matèria d’activitats |                |
| Conselleria d'Economia i Territori                   | Ordenació Turística                             | Francisca Teixidor Lozano | - Ordenació Turística - Pla d'intervenció en àmbits turístics (PIAT) |                |
| Conselleria de Serveis Generals                      | Serveis Generals                                | Àlex Vidal Sierra         | - Règim intern - Serveis jurídics - Serveis econòmics - Contractació - Recursos humans - Manteniment i edificació - Informàtica - Servei d'atenció ciutadana - Servei insular de prevenció de riscos laborals - Transparència                                                                                             |                |
| Conselleria de Benestar Social                       | Atenció Social                                  | Pilar Carrasco Pons       | - Seguretat Social - Atenció i suport als col·lectius en situació de risc o necessitat - Atenció a persones immigrants i nouvingudes - Atenció social als drogodependents i persones amb altres addiccions - Tutela, acolliment i adopció de menors - Família Promoció de la salut - Polítiques de gènere, dona i LGTBIQ+ |                |
| Conselleria de Benestar Social                       | Gent Gran, Dependència, i Diversitat Funcional  | Carol Cerdà Pons          | - Serveis d'atenció i suport a persones dependents i a persones amb diversitat funcional - Salut mental - Gent gran |                |
| Conselleria de Medi Ambient i Reserva de la Biosfera | Medi Ambient                                    | Irene Estaún Clarisó      | - Medi ambient - Aigua - Residus - Energia |                |
| Conselleria de Medi Ambient i Reserva de la Biosfera | Reserva de la Biosfera                          | Esteve Barceló Marquès    | - Reserva de Biosfera - Oficina de projectes de Reserva de Biosfera |                |
| Conselleria de Medi Ambient i Reserva de la Biosfera | Projectes Sostenibles                           | Isaac Olives Vidal        | - Camins públics - Camí de Cavalls - Rutes senderistes - Servei de neteja de platges - Llatzeret i coves de Cala Blanca |                |
| Conselleria de Mobilitat                             | Transports                                      | Damià Moll Cardona        | - Servei de transports - ITV |                |
| Conselleria de Mobilitat                             | Carreteres                                      | Elena Vilchez Pons        | - Servei de carreteres i camins |                |